# アサートン (カリフォルニア州)
アサートン（Atherton）は、アメリカ合衆国カリフォルニア州のサンマテオ郡にある町。人口は7,188人（2020年）。サンフランシスコ・ベイエリアを代表する高級住宅街である。

## 概要
郡庁所在地レッドウッドシティの南に隣接している。非常に厳しい住宅規制で緑豊かな家並みを維持している。町内に商業施設は無く、戸建て住宅と学校のみで構成されている。住宅の敷地は最低でも1エーカー（4,047平方メートル）以上と規定されている。景観条例によって住宅の外観の色も審査の対象となる。町内の道路には歩道が無い。
2023年のニューヨーク・タイムズの調査によれば、アサートンの平均住宅価格は約10億円で全米最高額だった
。

## 交通
アサートンには2020年まで鉄道駅がありカルトレインの列車が発着していたが、利用者がいないため廃駅になった。

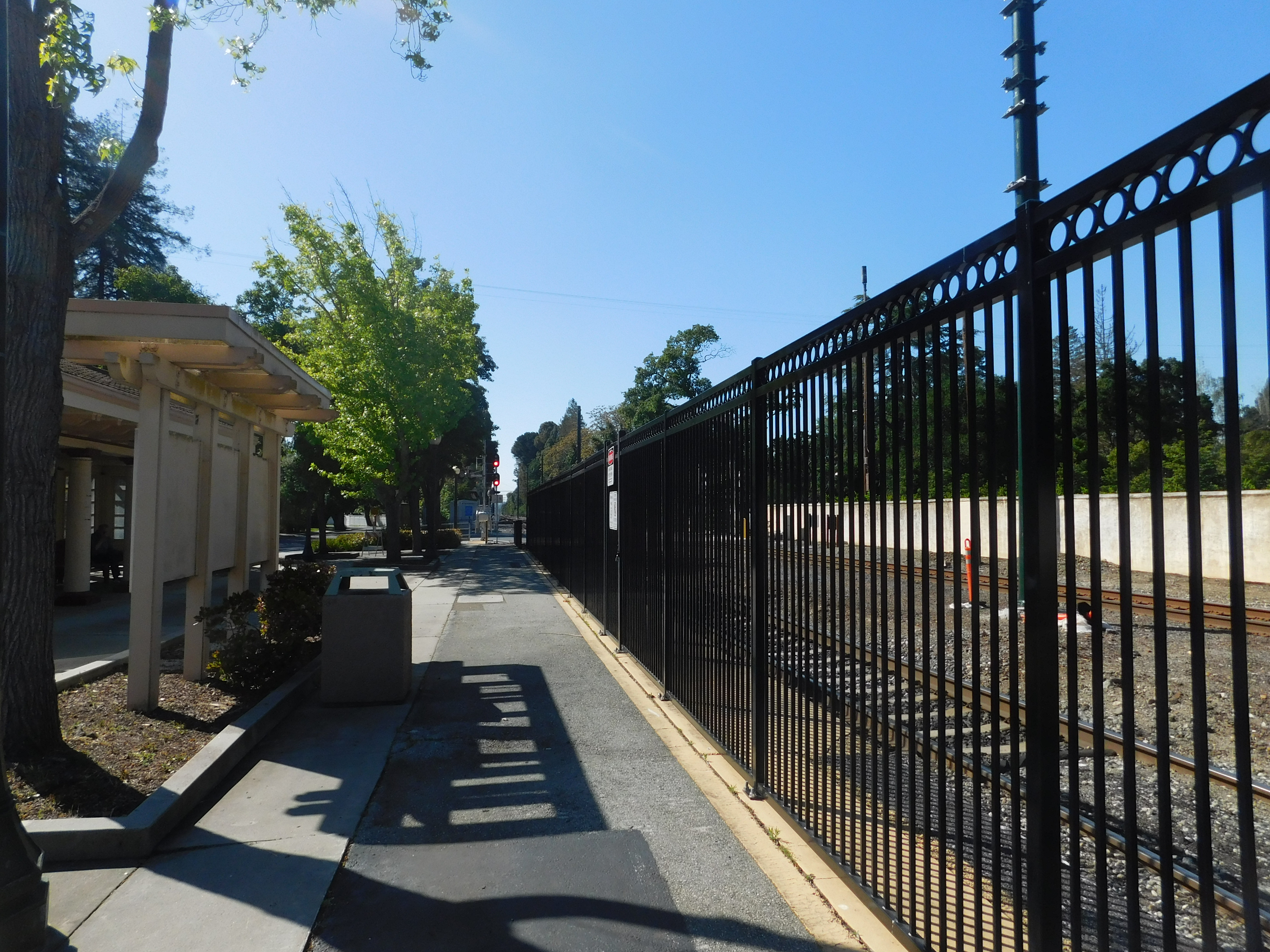
アサートン駅（廃駅）